# Kenneth Sandvik
Kenneth Sandvik, född den 5 mars 1975 i Mariehamn, är en åländsk styrkelyftare och kraftkarl. Han är mest känd för sina prestationer inom styrkelyft.
Sandvik började sin karriär inom viktträning genom att "gymma" som det hette på den tiden. Intresset av kroppsbyggning uppkom så småningom och han vann den svenska öppna bodybuildingtävlingen B&K Open 1998 där man deltog genom att skicka in foton för bedömning. Han deltog även i ett FM-kval inom bodybuilding i klassen över 90 kg. 

## Tiden inom supertungviktsklassen (+125 kg)
Kenneth Sandvik har varit världsmästare i bänkpress i supertungviktsklassen (+125 kg) vid fem raka världsmästerskap inom IPF, det senaste 2007. Sandvik innehade också under en längre tid världsrekordet i bänkpress på 345 kg. Ytterligare sex raka segrar i Finska mästerskapen (FM) i bänkpress mellan 2002 och 2007 samt 2 EM-guld under samma period befäste ytterligare Sandviks position som en av de bästa inom grenen bänkpress genom historien.
Inom själva grenen styrkelyft, där man tävlar med totalresultatet på det tyngsta av tre lyft i vardera av de tre momenten (i följande ordning) knäböj, bänkpress och marklyft, har Sandvik haft framgångar. Som främsta merit finns europamästartiteln i styrkelyft år 2006, men också en rad titlar i finska och nordiska mästerskap. Grenarna knäböj och bänkpress är Sandviks styrkor, medan marklyft är hans främsta svaghet.

## Tiden inom tungviktsklassen (-125 kg)
Den 16 juli 2007 drabbades Sandvik av en lindrig hjärtinfarkt, ett kranskärl hade täppts till och en PCI utfördes. Detta kan härledas delvis av Sandviks för tiden något väl höga kroppsvikt på 150 kg men också av flera fall av kärlsjukdomar i släkten. Detta föranledde Sandvik att med noggrannare kosthållning och större inslag av konditionsträning gå ner i vikt till under 125 kg. Vid de finska mästerskapen i styrkelyft 2008 i klassen (-125 kg) var Sandvik tillbaka som guldmedaljör och därmed finländsk mästare i styrkelyft. Han vann även det sjunde raka guldet i FM i -125 kg -klassen den 29 mars 2008.

## Nutid i supertungviktsklassen (120+ kg)
2009 tog Sandvik steget tillbaka till "plussen" då hälsan var under kontroll. Viktklasserna ändrades år 2011, så supertungvikt betydde numera 120+ kg. Framgångarna fortsatte med två nya VM-guld i bänkpress 2010 och 2011, EM-guld i bänkpress 2011, 2012, 2016, 2017, 2018 och 2023 samt EM-guld i styrkelyft 2013. Fr.o.m 2015 är Sandvik veteran (40 år) vilket betyder att han får tävla i veteranklass om han vill och även slå veteranrekord.
Världsrekordet i bänkpress på 371 kg år 2014 blev hans högsta notering under karriären.
År 2011 blev han invald i IPF Hall of Fame och 2015 även i EPF Hall of Fame.

## Personliga rekord

### +125 kg-klassen
- Knäböj 405 kg
- Bänkpress 345 kg
- Marklyft 320 kg
- Totalt 1050 kg

### -125 kg-klassen
- Knäböj 380 kg
- Bänkpress 290 kg
- Marklyft 312,5 kg
- Totalt 962,5 kg

### +120 kg-klassen
- Knäböj 420 kg
- Bänkpress 371 kg
- Marklyft 327,5 kg
- Totalt 1086 kg

## Meriter sammanfattat

### Styrkelyft
- World Games: Åttonde plats 2013
- Vinnare av Arnold Classic Europe 2013
- VM: Silver 2014. Fjärdeplatser 2005, 2008, 2011. En femteplats, två sjätteplatser och fyra sjundeplatser.
- EM: Guld 2006, 2013. Silver 2009. Brons 2008, 2010, 2012. Fjärdeplatser 2003, 2005, 2011, 2014, 2015, 2017.
- NM: Guld 2003, 2004, 2008, 2010, 2012, 2014.
- FM: Guld 2005, 2008, 2010, 2011, 2012, 2014, 2017, 2018. Silver 2004, 2009, 2016. Brons 2006.
- Lag-FM: Guld 2004, 2005, 2006. Brons 2009.

### Bänkpress
- VM: Guld 2003, 2004, 2005, 2006, 2007, 2010, 2011. Silver 2009, 2022. Brons 2002, 2012, 2013, 2015, 2017. Fem fjärdeplatser. Två femteplatser. En sjätteplats.
- EM: Guld 2003, 2004, 2011, 2012, 2016, 2017, 2018, 2023. Silver 2005, 2009, 2014, 2015, 2019, 2022. Brons 2010. Tre fjärdeplatser och en femteplats.
- NM: Guld 2003, 2010, 2012, 2014. Silver 2002, 2008.
- FM: Guld 2002, 2003, 2004, 2005, 2006, 2007, 2008, 2011, 2017, 2021, 2022, 2024. Silver 2009, 2010, 2012, 2013, 2014, 2015, 2016, 2018, 2019.
- Lag-FM: Silver 2006.
- VM för 40-49 åringar: Guld 2016
- EM för 40-49 åringar: Silver 2015

### Övrigt
- Invald i IPF Hall of Fame 2011 (International Powerlifting Federation)
- Invald i EPF Hall of Fame 2015 (European Powerlifting Federation)

- 10 gjorda världsrekord och 26 europarekord. Plus 9 veteranvärldsrekord och 9 veteraneuroparekord.
- Första lyftare i Europa att officiellt registrera en bänkpress på 300 kg som europarekord (IPF/EPF).
- Årets bänkpressare i Finland 2002, 2003, 2004, 2005, 2006, 2007, 2010, 2011, 2019.
- Årets styrkelyftare i Finland 2010, 2011, 2012, 2013, 2014.
- Årets veteranlyftare i Finland 2016
- Vald till "Bencher of the decade" 2000-2009 av läsarna på www.powerliftingwatch.com
- Finlands Styrkelyftförbunds guldmerittecken 2011.
- 48 styrkelyfttävlingar med 1000 kg eller mer i resultat

### Fotnoter
1. ↑  18th World Open Men's Bench Press Championship, Denmark, Thisted, 29.05-03.06.2007 SCORESHEET
2. ↑  ”Arkiverade kopian”. Arkiverad från originalet den 9 maj 2008. https://web.archive.org/web/20080509080626/http://www.powerlifting-ipf.com/results_of_worldchampionships.htm. Läst 8 maj 2008.
3. ↑  Ekman, Fredrik (21 juli 2007). ”Kenta fick hjärtinfarkt”. Nya åland. http://www.nyan.ax/nyheter/?news_id=24905&news_instance=2. Läst 21 februari 2012.